# Vulsor
Vulsor es un género de arañas araneomorfas de la familia Ctenidae. Se encuentra en Madagascar, islas Comoras y Brasil.

## Lista de especies
Según The World Spider Catalog 12.0:
- Vulsor bidens Simon, 1889
- Vulsor isaloensis (Ono, 1993)
- Vulsor occidentalis Mello-Leitão, 1922
- Vulsor penicillatus Simon, 1896
- Vulsor quartus Strand, 1907
- Vulsor quintus Strand, 1907
- Vulsor septimus Strand, 1907
- Vulsor sextus Strand, 1907